# William Denis Battershill

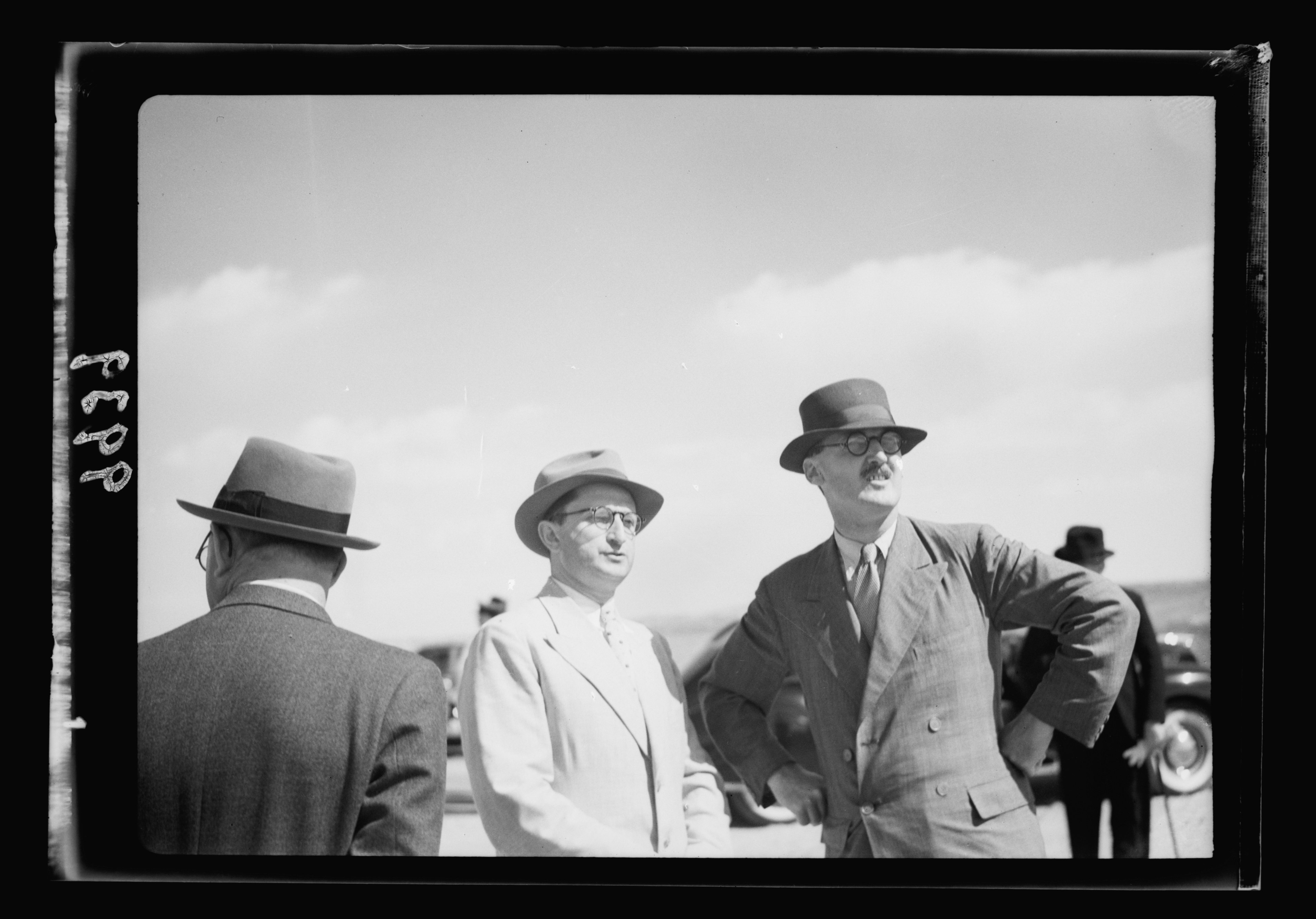
William Denis Battershill (rechts) in Erwartung des heimkehrenden Hochkommissars Harold MacMichael am 16. Oktober 1938 auf dem Flugplatz Qalandia.

Sir William Denis Battershill KCMG (* 29. Juni 1896; † 11. August 1959) war ein britischer Offizier und Kolonialbeamter.

## Biografie
Battershill, Sohn von William John Battershill, besuchte die 1541 gegründete King’s School in Worcester. Bei der British Army diente er von 1908 bis 1914 in Indien und danach bis 1919 in der Occupied Enemy Territory Administration East vormals osmanischen Gebiets (ab 1920 Britisches Mandat Mesopotamien), zuletzt im Dienstgrad Lieutenant. Im Anschluss schlug er die Beamtenlaufbahn beim Ceylon Civil Service (CCS) ein. 1924 heiratete er Joan Elizabeth, Tochter des Generalmajors Sir John Gellibrand, mit der er später die gemeinsamen Töchter Jane Elizabeth und Cynthia Ann hatte.
1928 wurde er 2nd Assistant Secretary und Mitarbeiter im Gesetzgebenden Rat von Ceylon. Es folgten Verwendungen von 1929 bis 1935 als Assistant Colonial Secretary in Jamaika und von 1935 und 1937 als Colonial Secretary in Zypern, bevor er in seiner Folgeverwendung als Chief Secretary der Regierung von Palästina auch von September 1937 bis März 1938 dort auch als Hochkommissar für Palästina und Transjordanien amtierte.
1939 kehrte er zurück nach Zypern und trat dort das Amt des Gouverneurs und Oberbefehlshabers an, das er bis 1941 innehatte. 1941 wurde er als Knight Commander des Order of St Michael and St George geadelt und diente während des Krieges im britischen Kolonialamt, bis 1942 als Assistant Under-Secretary of State und dann als Deputy Under-Secretary für die britischen Kolonien. Im Anschluss war er ab dem 28. April 1945 bis zu seiner Zurruhesetzung aus gesundheitlichen Gründen Gouverneur und Oberbefehlshaber Tanganjikas. Nach seiner Zurruhesetzung am 18. Juni 1949 lebte er wieder in Zypern.